# Tegenaria velox
Tegenaria velox là một loài nhện trong họ Agelenidae.
Loài này thuộc chi Tegenaria. Tegenaria velox được miêu tả năm 1897 bởi Chyzer.